# 张君龙
张君龙（1981年11月12日—），山东青岛人，中国拳击运动员，绰号龙王，他也是首位进入职业拳击界的中国重量级拳手。

## 业余拳击
张君龙于12岁开始练习拳击，18岁时入伍并加入武警总部政治部体工大队拳击队。20岁时，他入选了中国国家拳击队。在业余拳击领域，他曾夺得过2001年第九届全运会91公斤以上级金牌、2002年亚洲运动会91公斤以上级铜牌等荣誉。

## 职业拳击
张君龙于2012年起转战职业拳击，2014年拜师原世界拳王霍利菲尔德。他于2014年先后获得了世界拳击联合会（IBF）亚太区与洲际金腰带，国际拳击组织（IBO）亚太区金腰带，世界拳击联盟（WBU）过渡拳王金腰带。2016年4月，他击败巴西拳手乔治·阿里亚斯，夺得了世界拳击协会（WBA）大洋洲重量级拳王金腰带。